# Советско-португальские отношения
Визит в СССР министра иностранных дел Португалии Эрнешту Мелу Антуниша (1976) — официальный визит министра иностранных дел Португальской республики, члена Революционного совета Португалии майора Эрнешту Аугушту Мелу Антуниша в Союз Советских Социалистических Республик 2 июня — 7 июня 1976 года. Первый визит министра иностранных дел Португалии в СССР. Во время визита Эрнешту Мелу Антуниш встретился с Генеральным секретарём ЦК КПСС Л. И. Брежневым и провёл переговоры с министром иностранных дел СССР А. А. Громыко. Визит содействовал укреплению советско-португальских отношений.

## Хроника визита
После произошедшей в 1974 году Революции гвоздик Португалия, ранее изолированная на международной арене, начала устанавливать отношения и развивать сотрудничество с различными странами мира, в том числе и с социалистическими государствами. Начало полномасштабным связям с СССР положил состоявшийся в октябре 1975 года визит в Советский Союз президента Португалии генерала Франсишку да Кошта Гомиша. Теперь, когда Португалия должна была вступить в конституционный период развития, руководство СССР пригласило министра иностранных дел Португалии совершить официальный визит в Москву.
28 мая 1976 года советская пресса сообщила о предстоящем официальном визите министра иностранных дел Португальской республики, члена Революционного совета Португалии майора Эрнешту Аугушту Мелу Антуниша в Союз Советских Социалистических Республик. 2 июня Мелу Антуниш прилетел в Москву. 3 июня он возложил венок к Могиле Неизвестного Солдата у кремлёвской стены и почтил память павших минутой молчания.

### Переговоры
- 3 июня начались переговоры Мелу Антуниша и министра иностранных дел СССР А. А. Громыко. Они рассмотрели актуальные международные проблемы и вопросы советско-португальских отношений. Громыко дал завтрак в честь Мелу Антуниша, во время которого произошёл обмен речами. В официальной хронике говорилось: «А. А. Громыко отметил, что десятилетиями Португалия была изолирована от внешнего мира. Революция 25 апреля 1974 года открыла выход Португалии на широкую международную арену. Не от размеров государства, а прежде всего от политики, которую оно проводит, зависит его роль в международных делах».

"Э.Мелу Антуниш в своём выступлении подчеркнул, что отношения между Португалией и Советским Союзом строятся на основе взаимного уважения, невмешательства в дела других народов, а также на общем понимании принципиальной возможности политики разрядки для достижения прочного мира между государствами.
  Развитие отношений между странами с различным социальным  строем являются важнейшим факторов упрочения разрядки и претворения в конкретные дела положений Заключительного акта общеевропейского совещания. Только успех разрядки и преодоление политики конфронтации, унаследованной от «холодной войны», сможет гарантировать будущее, отвечающее надеждам человечества.
  Поэтому мы считаем, говорил Э. Мелу Антуниш, что необходимо проводить в жизнь и углублять договорённости, достигнутые в Хельсинки. Они должны заложить фундаментальную основу сотрудничества на новом уровне, открыть новые горизонты в международных отношениях, выходящие за рамки европейских проблем.  Такие принципы должны быть распространены на все районы мира, способствуя созданию нового климата доверия , необходимого для созидательной работы в условиях мира.
  Далее министр подчеркнул  большое значение борьбы развивающихся стран за перестройку международных экономических связей на справедливой основе.
  В настоящее время, сказал Э. Мелу Антуниш, прогресс и само существование человечества могут быть обеспечены не только с помощью ослабления конфронтации, но также путём решения других важных проблем.
  Министр высказался за дальнейшее всестороннее развитие отношений между Португалией и Советским Союзом».
На завтраке присутствовал кандидат в члены Политбюро ЦК КПСС министр культуры СССР П. Н. Демичев и другие.
В тот же день Э. Мелу Антуниш встретился с министром внешней торговли СССР Н. С. Патоличевым, посетил МГУ, где беседовал с ректором МГУ, президентом общества «СССР — Португалия» Р. В. Хохловым.
Вечером 3 июня Э. Мелу Антуниш вместе с членом Политбюро ЦК КПСС, министром иностранных дел СССР А. А. Громыко смотрел в Большом театре Союза ССР балет П. И. Чайковского «Спящая красавица».
- 4 июня Генеральный секретарь ЦК КПСС Л. И. Брежнев принял члена Революционного совета Португалии, министра иностранных дел Португалии майора Мелу Антуниша в присутствии А. А. Громыко. Л. И. Брежнев «выразил симпатии и солидарность советских людей с португальским народом, стремящимся создать прочные основы демократического развития своей страны. Португальский народ, как и всякий другой, имеет право идти тем путём, который он определяет сам». Он сказал, что СССР, действуя в духе советско-португальской декларации от 3 октября 1975 года, готов развивать связи с Португалией в различных областях. Э. Мелу Антуниш рассказал об основных направлениях внешней политики Португалии, о решимости португальского народа укреплять завоевания революции 25 апреля 1974 года. В ходе беседы была выражена твёрдая воля Советского Союза и Португалии всемерно содействовать углублению разрядки, ослаблению международной напряженности, упрочению мира[3].

В это время супруга Мелу Антуниша Габриэла Мария ди Мелу Антуниш в сопровождении жены министра иностранных дел Лидии Дмитриевны Громыко посетила музей «Кабинет и квартира В. И. Ленина в Кремле», затем осмотрела достопримечательности Кремля.
В тот же день переговоры А. А. Громыко и Мелу Антуниша были завершены. Антуниш дал обед в честь А. А. Громыко, они произвели обмен тостами.

### Поездка в Ленинград
- 5 июня Мелу Антуниш прибыл в Ленинград, посетил Пискарёвское мемориальное кладбище, возложил венок к монументу Матери-Родины, осмотрел Актовый зал и Кабинет-музей В. И. Ленина в Смольном, посетил крейсер «Аврора»[5].
- 7 июня Эрнешту Аугушту Мелу Антуниш отбыл из Ленинграда в Париж. Перед отъездом он возложил на площади Победы цветы к монументу героическим защитникам Ленинграда[6]. Покидая пределы СССР, Мелу Антуниш направил А. А. Громыко телеграмму с искренней благодарностью за приём[7].

## Итоги визита
8 июня 1976 года в советской прессе было опубликовано Советско-португальское коммюнике, подписанное А. А. Громыко и Э. Мелу Антунишем. Страны высказались за полное прекращение испытаний ядерного оружия, за запрещение создания новых видов и систем оружия массового уничтожения, за полный запрет и уничтожение химического оружия. СССР и Португалия выказались за вывод войск Израиля с палестинских территорий, за деколонизацию. Сообщалось, что Мелу Антуниш возобновил предложение А. А. Громыко посетить Португалию с официальным визитом. Оно было принято, сроки должны были быть согласованы. 9 июня советская газета «Известия» опубликовала комментарий Л. Камынина «Плодотворные переговоры. Крепнут советско-португальские отношения». В нём говорилось: 
«Советский Союз и Португалия разделяют тысячи километров. На это расстояние ныне сокращается в результате развития дружественных отношений между нашей страной и демократической Португалией».
 Сообщалось, что пресса в Лиссабоне рассматривает встречу Антуниша с Брежневым как событие большой важности.

В тот же день в Лиссабоне прошло заседание Революционного совета, который заслушал сообщение Мелу Антуниша в результатах визита. Министр отметил наличие хороших перспектив развития отношений. 10 июня «Известия» опубликовали статью, в которой говорилось, что Мелу Антуниш заявил корреспонденту газеты Л. Агапову: 
«Продолжительные беседы с Генеральным секретарём ЦК КПСС Л. И. Брежневым являются ярким выражением дружбы Советского Союза и его героического народа с народом Португалии». «С момента установления 9 июня 1974 года дипломатических отношений между Португалией и Советским Союзом наше двустороннее сотрудничество носит мирный и весьма позитивный характер».